# Lévite Thériault
Lévite Thériault ( 14 de mayo de 1837 - 2 de diciembre de 1896) fue un terrateniente y político del Nuevo Brunswick. Representó el Condado de Condado de Victoria de 1868 a 1874, y al de Madawaska de 1874 a 1882 y de 1886 a 1894 en la Asamblea Legislativa de Nouveau-Brunswick.